# トロント・ハスキーズ
トロント・ハスキーズ (Toronto Huskies) は、かつてカナダのオンタリオ州トロントに本拠を置いていたBAA（NBAの前身）のバスケットボールチーム。1946年、BAA創設と同時にリーグに加盟した。1946年11月1日、ハスキーズはニューヨーク・ニックスとBAA史上初の公式戦を行い、66-68で敗れた。チームは1946-47シーズンを22勝38敗で終えた後、経営不振のため解散した。その後1995年にトロント・ラプターズがリーグに加盟するまで、トロントには48年間NBAチームが存在しなかった。